# Кен Калверт
Кеннет Стентон «Кен» Калверт (англ. Kenneth Stanton «Ken» Calvert; нар. 8 червня 1953, Корона, Каліфорнія) — американський політик-республіканець. З 1993 року він представляє штат Каліфорнія у Палаті представників США.
У 1975 він закінчив Університет штату Каліфорнія в Сан-Дієго. Брав учать у виборчій кампанії конгресмена Віктора Вейсея, працював менеджером ресторану і був власником бізнесу. Між 1984 і 1988 Калверт був головою Республіканської партії в окрузі Ріверсайд.